# جمعية تاريخ الأدوات والحرف
جمعية تاريخ الأدوات والحرف Tools and Trades History Society ( TATHS ) هي جمعية حرفية في المملكة المتحدة تهدف إلى زيادة المعرفة والفهم للأدوات اليدوية والحرف التقليدية. تأسست كجمعية عضوية في عام 1983 وهي مؤسسة خيرية مسجلة. تصدر الجمعية نشرة إخبارية ربع سنوية ومجلة دورية بعنوان Tools and Trades. يتم عرض أشياء مختارة من مجموعة المجتمع في Hall of Tools في Amberley Museum &amp; Heritage Center في Amberley ، بالقرب من Arundel في West Sussex.

## المكتبة
تحتفظ الجمعية بمكتبة متخصصة محفوظة في متحف الحياة الريفية الإنجليزية في ريدينغ في بيركشاير.

## الروابط الخارجية
- الموقع الرسمي
- موقع متحف أمبرلي